# 石川嘉延
石川 嘉延（いしかわ よしのぶ、1940年11月24日 - ）は、日本の自治官僚、政治家、行政学者（専門は地方自治）。勲等は旭日大綬章。日本大学国際関係学部客員教授。「嘉延」の読みは「よしのぶ」が正式だが、「かえん」と呼ばれることもある。
静岡県知事（第49〜52代）、内閣府中央防災会議委員、地震調査研究推進本部政策委員会委員、全国知事会理事・災害対策委員会委員長、学校法人静岡文化芸術大学理事長などを歴任した。

## 来歴・人物

### 生い立ち
日本統治時代の台湾生まれ。両親はいずれも静岡県出身の日本人だが仕事の都合で台湾に滞在しており、石川は生後5年間を台湾で過ごした。1945年の終戦にともない、家族の故郷である静岡県小笠郡佐束村（現掛川市）に引き揚げた。以来、佐束村（1955年に小笠郡土方村と合併し小笠郡城東村）で育つ。静岡県立掛川西高等学校を経て、東京大学法学部卒業後、自治省に入る。

### 官界
一時、静岡県庁に出向し、静岡県総務部長を務めた。自治省復帰後は、行政局公務員第二課や公務員第一課の課長を経て、官房三課長の一つである大臣官房総務課長に就任した。その後、国土庁にて長官官房審議官を務め、自治省に戻ると大臣官房審議官、行政局公務員部長などを歴任した。

### 政界

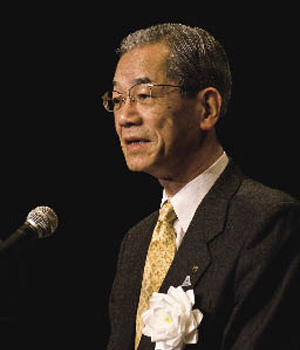
2008年2月2日、静岡県男女共同参画センターにて

1993年に静岡県知事に就任する。以降連続4期当選。行政改革や財政再建、災害対策などに手腕を発揮するが、2009年5月19日午前に県議会議長宛てに辞表を提出、同年6月17日に退任した。石川に対する有権者からの支持率は総じて高く、辞意を表明した後の世論調査でも県政を「評価する」との回答が6割を超えた。
知事在任中は、内閣府の中央防災会議委員、地震調査研究推進本部の政策委員会委員といった防災関連の公職を務めた。内閣に設置された「成長力底上げ戦略推進円卓会議」の委員にも就任した。また、全国知事会では理事・災害対策委員会委員長・総務委員会委員・道州制委員会委員として活動した。「新しい日本をつくる国民会議」（21世紀臨調）では知事・市町村長連合会議のメンバーとして参加し、「地域・生活者起点で日本を洗濯（選択）する国民連合」にも加わった。静岡県や浜松市により設置された公設民営大学を運営する学校法人静岡文化芸術大学では理事長に就任した。さらに、財団法人世界緑茶協会会長、財団法人全日本剣道連盟顧問といった役職も務めた。また、モスクワ国際関係大学から名誉博士号を取得している。

### 政界引退後
2009年の静岡県知事選挙の結果、石川の後任にはブレーンの川勝平太が就任した。石川は政界からの引退を表明していたため、知事退任後に表舞台に立つことは少なかったが、2010年、川勝から中国訪問に同行するよう要請された。石川はこの申し出を承諾し、川勝と共に副主席の習近平らと会談することになった。
2010年度からは、日本大学国際関係学部にて客員教授として教鞭を執り、地方自治制度など行政学や政治学に関する分野の講義を担当している。2011年6月24日、皇居での大綬章等勲章親授式において、旭日大綬章を授与された。

## 政策

### 行政改革

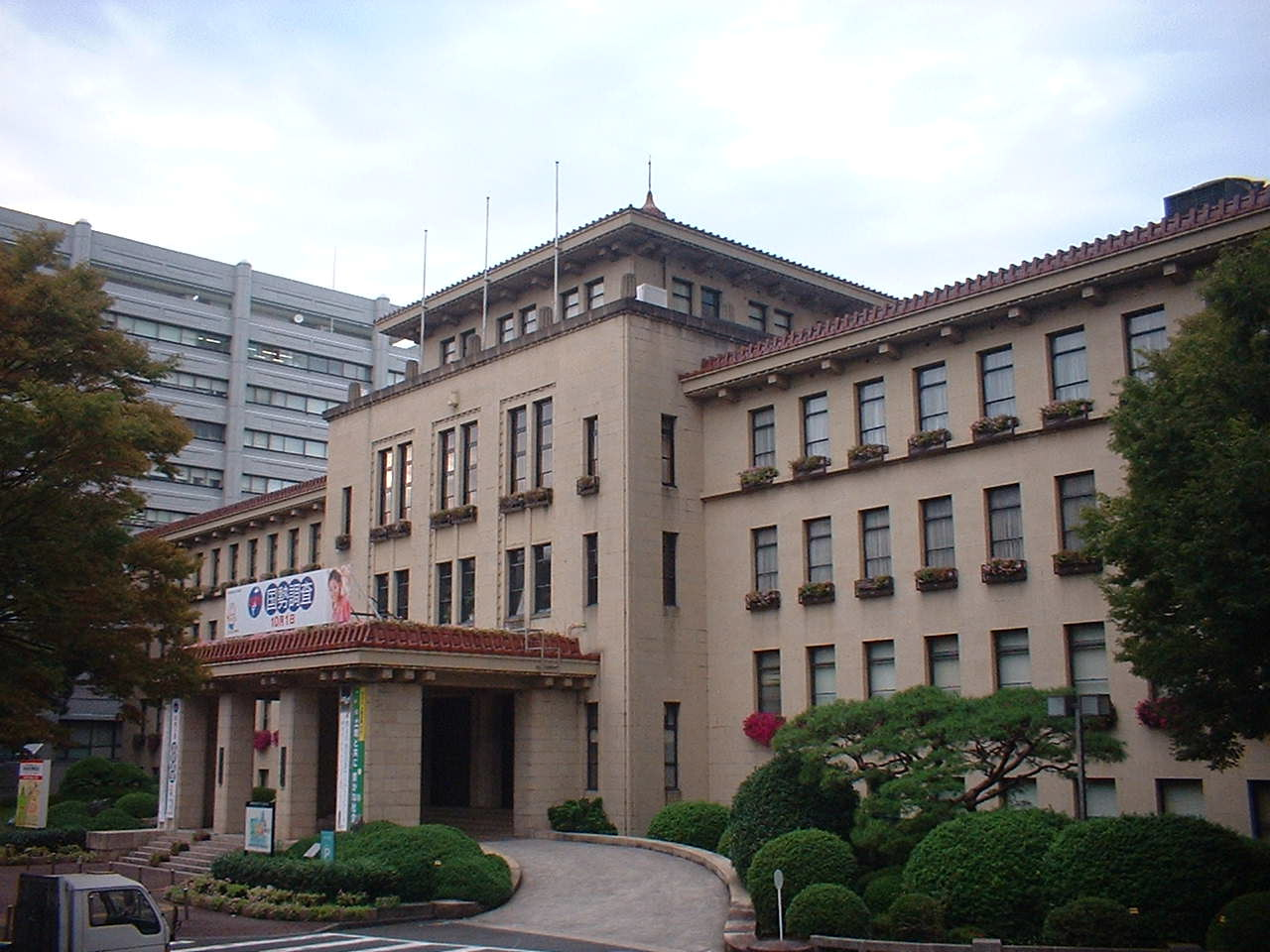
組織のフラット化、ポスト削減など機構改革が実施された静岡県庁舎本館

組織の機構改革
静岡県庁など県組織の機構改革を進めた。組織のフラット化を進め、総室&室体制に再編するとともに、県職員のポストを大幅に削減した。最初の2期8年間で職員数を約800人削減した。
新公共経営の導入
地方自治体は従来のように国の方針をただ受け入れるのではなく、首長が自らあるべき地域像を提示しその実現を目指すべきだと主張しており、都道府県知事は地域を経営する観点に立つべきだと提言している。この理念の下、行政学に基づく「新公共経営」（New Public Management）を全国に先駆けて導入した。さらに、電子県庁化を積極的に進め、数値目標を明記した業務棚卸表を導入し政策の立案、評価を実施した。また、長期人材育成システムを導入し、NPM総括リーダーやNPMリーダーといった専門性の高い人材を職員の中から育成した。
これらの手法は国や他の地方公共団体においても活用できると標榜し、総務省「新たな行政マネージメント研究会」、各都道府県へ資料提供し、「目的指向型行政運営システム」の普及を目指している。

### 財政改革
財政健全化の推進
静岡県の財政健全化を積極的に推し進めた。
1990年代の静岡県は、バブル景気終焉後の平成不況下で税収の落ち込みが顕著であり、国の総合経済対策に倣い高水準の公共事業投資を行っていた。しかし、公共事業投資は思ったほどの効果をもたらさず税収は低迷したままとなり、財政状況の悪化を引き起こした。
石川は、1999年に財政緊急事態宣言を発表し、公共事業投資を含む歳出の大幅削減を打ち出した。翌年には財政健全化の数値目標を設定し、これを静岡県の全ての部局に徹底させた。2006年度の修正単年度収支では黒字化を達成し、以降の各修正単年度収支を黒字化させている。また、増加していた地方債残高も臨時財政対策債以外は減少に転じるなど、債務状況も大きく改善された。2007年には、地方公共団体への信用格付けにおいて格付投資情報センターが「AA+ [安定的]」 と判定するなど、財政再建の実現が図られた。

### 地方分権
道州制の推進
地方分権の推進には積極的であり、道州制の実現にも賛意を表明している。北海道知事の高橋はるみら他の知事とも連携し道州制の推進を訴えた。
「政令県」構想を提案
国から都道府県に大幅な権限委譲を主張している。2003年には、「政令県構想」を発表し、一定の規模、能力、財政基盤がある都道府県に対し国から権限を委譲するよう提案した。なお、「政令県」とは、都道府県から権限を委譲される政令指定都市（政令市）をもじっている。都道府県同士を合併させ数を半分程度に削減し、新設された県が国の権限の受け皿となり、最終的に道州制に移行するとしていた。
2005年には政令県構想を構造改革特別区域として採択するよう提案したが、この提案は内閣府により不採択となった。
市町村への権限委譲の推進
県から市町村への権限委譲を積極的に推進した。合併で人口が一定規模に達した場合は、自動的に県から市町村に権限が移る枠組みを作るとともに、合併を選択しなかった市町村には広域連合などを活用して県の権限を委譲した。その結果、石川の任期中に「市町村への権限移譲数」日本一を達成した。
国の統治機構の改革
国から地方自治体への大幅な権限委譲を行った後、国は余った人員を「国家として期待される機能」の強化に投入すべきと主張している。
具体的には、3つの領域での国の機能を強化するよう訴えている。まず、金融庁、証券取引等監視委員会、公正取引委員会、食品安全委員会に代表される経済や食の安全に関する監視・監査・研究機能の強化を訴えている。次に、有事の土地収用や物資調達を都道府県知事の責任で実施することに疑問を呈し、防衛機能は国が直接責任を持つべきだとしている。さらに、欧米に比べ外交の陣容が貧弱だと主張し、外交機能の強化を訴えている。
富国有徳の推進
静岡県の総合計画に盛り込まれ、「富国有徳しずおかの挑戦」をキャッチコピーとした。そして、富国有徳の県づくりを進めるため、志の高い「プレーヤー」の育成、定住の促進、活躍できる地域環境の整備の三点を静岡県が担うべきだと主張した。
「富国有徳」とは、「社会規範や良識、マナーが行き渡った中で、多くの人が、私欲にとらわれず、社会のために役立とうという志を持って活躍している社会を表しているということ」だと定義される。国際日本文化研究センター教授川勝平太が提唱し、内閣総理大臣小渕恵三が推進した理念である。

### 経済・産業
地域経済の活性化
石川が知事に就任した1990年代当時、日本経済は低迷を続けており失われた十年と呼ばれていた。石川は、静岡県内の経済産業の成長、育成に力を入れ、地域経済の活性化に取り組んだ。特に中小企業の活性化など既存産業の振興を図ると同時に、ベンチャービジネス等の創業を推進し新興企業を育成することで新たな成長産業の創出を図った。
これらの政策が功を奏し、他の都道府県が不況に苦しむ中、静岡県は比較的堅調な経済成長を遂げた。石川が知事に就任した当時、静岡県の製造業出荷額は47都道府県中5位だったが、任期中に3位まで引き上げた。また、静岡県の企業所得は1996年からの10年間で60%増加した。企業立地件数は、2008年には144件に達し全国一位となった。製造業をはじめとする企業活動の活発化にともない、一人当たり県民所得も増加し、47都道府県のうち東京都、愛知県に次ぐ3位まで上昇した。

### 医療・福祉

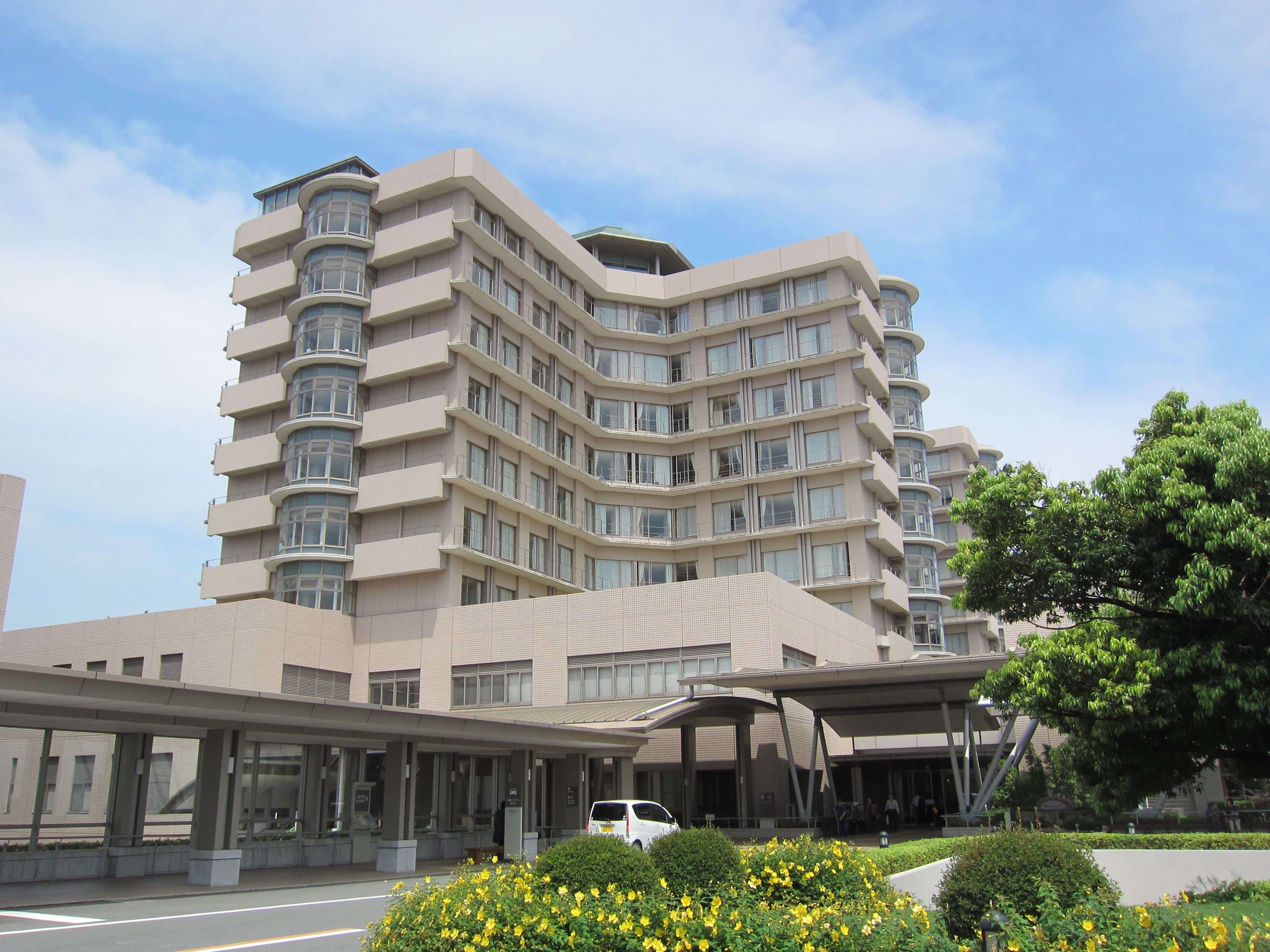
「ファルマバレー構想」の中核を担う静岡県立静岡がんセンター

ファルマバレー構想
「ファルマバレー構想」とは、産・学・官（産業界、大学、研究機関、市町村）が連携し、富士山山麓に医療産業、ウェルネス産業、先端健康産業を集積させる構想である。目的として「世界一の健康長寿県の形成」 を掲げており、研究機関、医療機関、工場などの集積と新産業の創出を図った。この構想の実現により「県民の健康増進・疾病克服、産業の活性化・集積による県民の経済基盤の確立、そしてこれらの成果に基づく『快適空間の創造』」 を目指した。
2001年、石川はファルマバレー構想を策定し、正式に発表した。2002年、静岡県長泉町に静岡県立静岡がんセンターを設立し、ファルマバレー構想の中核を担わせている。静岡県立静岡がんセンターの設置にあたっては国内最高の医療水準を目標に定め、特定の癌の分野では国立がんセンターを凌駕するほどの能力を目指すべきだと主張した。
その結果、高い医療技術を求める患者が静岡県外からも集まるようになり、周辺地域には医療関係者や県外在住者を対象にした飲食店が出店するなどの好影響があったとされる。ファルマバレー構想は、のちに学術誌『ネイチャー』に広告を出稿しており、「静岡がんセンターが中核となったファルマバレープロジェクトは世界的に素晴らしく、進化と成長を遂げている」、「静岡の文化と活力の満ちた“Fuji Spirit”（富士スピリット）とうまく融合し、世界の競争の中で成功している」と宣伝された。
ユニバーサルデザインの推進
当初は福祉を重視する政策を打ち出していたが、石川は「『福祉』という言葉を使っていたときは、一部の特定の人のためという意識が強く、県民に受け入れられなかった」 と感じていた。また、障害者へのスポーツ支援で知られる寬仁親王との交流を通じ、障害者の社会参加の重要性を強く意識するようになった。そこで石川は、「福祉」という従来の概念に代わる「新しい切り口」 として、ユニバーサルデザインに着目した。
1999年には、県政の柱としてユニバーサルデザインの推進を掲げ、ユニバーサルデザインを通じて障害の有無を問わず参加できる社会を実現すると主張した。他の都道府県に先んじてユニバーサルデザインの徹底を図り、公共機関のユニバーサルデザイン化を積極的に推し進めた。

### 防災

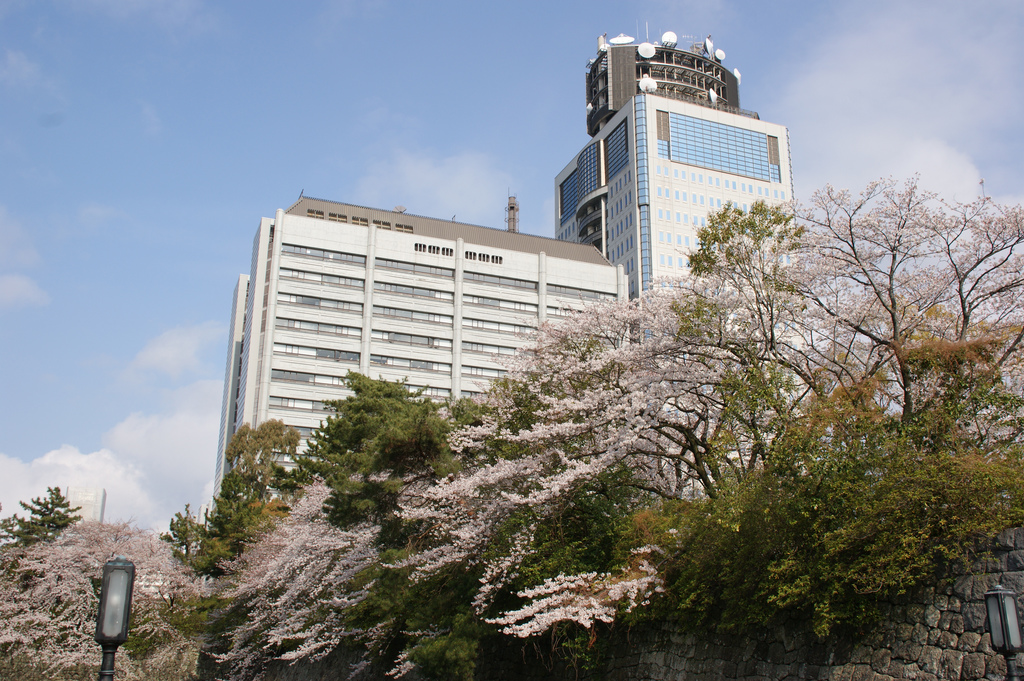
SPECT本部、および、静岡県警察本部が設置される静岡県庁舎別館（右）

防災体制の推進
静岡県は東海地震の発生が予想されていることから、「防災先進県」を標榜し、防災政策に重点を置いた。石川は、内閣府中央防災会議委員、全国知事会災害対策特別委員会委員長も務めた。
即応体制の整備
兵庫県南部地震とそれにともなう阪神・淡路大震災の教訓を元に、地震など緊急事態に対する県の即応体制の強化、充実を図った。1996年度より緊急事態発生時の即応部隊として機動的に活動するチームを編成し、緊急防災支援室「SPECT」として静岡県庁に設置した。「SPECT」の本部は、耐震性に優れた静岡県庁舎別館に設置されており、震災発生時にもその機能を失わず活動できるよう配慮された。翌年度には出先機関である県行政センターに防災監や防災専門スタッフを置き、その後は各部局に防災管理監を設置するなど、人的対応を強化した。静岡県庁の防災局を改組し、危機管理局を設置した。
TOUKAI-0プロジェクトの推進
静岡県が震源地と予想される「東海地震」に備え、「減災」の観点に基づく「TOUKAI-0」（とーかいぜろ）プロジェクトを推進した。このプロジェクトは「東海」と「倒壊ゼロ」をかけたものとされ、静岡県内の耐震基準を満たさない木造住宅の耐震化を推進することで、東海地震発生時の建築物倒壊を回避し、生命や財産を守ろうとするプロジェクトである。石川は、このプロジェクトでも新公共経営のマネジメント手法を導入し、「東海地震における旧基準の木造住宅の倒壊による死者をゼロにする。」 との数値目標を打ち出した。計画の詳細な内容や具体的な進捗度合は、ウェブサイト等で公開している。

## 発言

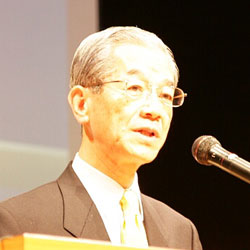
2007年2月15日、しずぎんホールユーフォニアにて

新幹線の素通り
東海道新幹線を運営する東海旅客鉄道（JR東海）に対し、静岡県への『ひかり』停車の増加を要求した。
2002年12月9日の静岡県議会で、『ひかり』『こだま』の料金値上げ方針に反発し「JR東海は静岡県を軽視している」とした上で、
| 「 | 可能な限り、静岡駅または県内のいずれかの1駅に『のぞみ』を停車して頂きたい。もし今後も、県内素通りを行うのであれば「のぞみ通行税」を徴収する。 | 」 |

と発言した。
新幹線新駅
静岡空港建設予定地の地下に東海道新幹線が敷設されているため、静岡県はJR東海に「アクセス向上のため空港直下に新幹線新駅を作ってほしい」と要望したが、JR東海は技術的に困難である事と、掛川駅がすぐ近くに存在する事から運行ダイヤが確保できないなどの理由から、建設は困難であるとしている。
東海道線サービス品質
2007年5月15日の定例記者会見 において、JR東日本およびJR東海に対して、静岡県内の東海道本線について、「首都圏と中京圏を走っているJR線のサービス内容と静岡県を走っているJR線のサービス内容、ダイヤ、料金、車両の質の問題で、いろいろと見劣りがいたします。」と苦言を呈した。
女系天皇
2005年、福祉団体「柏朋会」の会報『ざ・とど』にて、寬仁親王が皇室典範に関する有識者会議による女系天皇容認論に対して否定的な見解を発表すると、石川はこれに呼応し、11月14日の定例記者会見において「寬仁親王の見解と同様の考えを持っており、共感した」と発言。さらに皇室典範の改正に関わる拙速な議論に疑問を呈し「伝統的な国のあり方にかかわるものを、わずか数か月で結論を出して、ある方向に持っていこうとするのはとんでもない話。余りにも拙速。有識者会議には皇室問題について長年研究してきた人が何人入っているかというとお寒い限り」と批判した。
公務員の飲酒運転を免職処分とする動きについて
2006年9月25日、県内で静岡市など複数の自治体が公務員の飲酒運転に対し原則免職の方針を打ち出す中で、「酒を飲んだら全て免職というのは、日本の雇用慣行からすると死刑判決に等しい」と指摘。さらに、「刑法でも罪状と結果に相応した罰則を科すのが原則だ。オートマチックに免職とするのはいかがなものか」と発言し、県議会の一部から批判を呼んだ。
必修科目未履修問題
2006年10月27日の定例記者会見で、必修科目未履修問題（履修単位不足問題）に関連し、高等学校の責任のみならず教育の中央集権化も遠因であると指摘した。
必修科目が未履修となるのカリキュラムを組んだ高等学校は言語道断だと厳しく批判した。静岡県でも必修科目未履修の高等学校が相次いで見つかったことに触れ、静岡県教育委員会に「悪法も法と踏まえて対応しないといけない」と注文を付けた。「ゆとり教育で全国一色に染め上げてしまった」文部科学省による教育の中央集権化も遠因であるとし、現状の教育行政について批判した。さらに、時期を同じくして続発するいじめ自殺問題においても、文部科学省職員が全国各地に調査に赴いていることを指摘し、そこまでしないと是正できない地方の教育や、それで解決するかのような報道に対し、疑問を示した。それらを踏まえ、未履修問題を機会に地域で解決できれば地方分権化にとっても望ましいとした。
静岡空港建設
2007年2月21日、静岡県議会にて静岡空港が経営破綻した際の責任について質問され、石川は「在任中であれば最も重いのは『辞職』。知事として評価を下げ、次の選挙で落選のリスクを負う。退職後であれば『歴史的評価を下げること』になる」と答弁し、石川自身の強い覚悟を強調した。さらに、静岡県知事選挙では石川は毎回空港推進を訴えて当選しており（3選を目指して出馬した知事選には、静岡空港建設反対を掲げる、元西武百貨店社長の水野誠一前衆議院議員が石川の3選を阻止するため出馬したが、水野は石川に敗れた）、静岡県議会等議決機関の諒承も全て取っていることを指摘しつつ、「組織で仕事をする場合、独断ではできない。失政があれば社長以下総退陣することになる」と発言している。
立ち木問題と辞職
上記静岡空港建設について、進退をかけて取り組んでいたが、開港予定の半年前となる2008年10月に、滑走路近くに航空法の制限表面を越える立ち木その他障害物件がある事が発覚し、静岡県は立ち木その他障害物件を保有する地権者と撤去の交渉を行なったが難航し、工事完成予定期日の3月に間に合わないことから、暫定開港を目指し滑走路短縮工事を実施した。この責任をとり石川知事は給与の3割カット（3ヶ月）と期末手当の全額返上をおこなった。
その後、国土交通省より6月4日の正式な静岡空港の開港の許可が下りた。後は立ち木など障害物件撤去問題を解決し、完全開港への道筋をつけることが最優先課題と判断し、かねてから地権者より要求されていた、撤去条件として静岡県知事の辞職を受け入れるとのことを表明した。その後、5月18日に立ち木がすべて撤去された事を受け、静岡県議会に辞表を提出、受理された。翌月17日をもって静岡県知事を退任した。
西松建設関連の政治団体2団体にパーティー券を買ってもらっていた問題と辞職との関連については、明確に否定している。
県政の運営
政界引退以降は政治的な発言を行うことは少ないが、2011年に旭日大綬章を受章した際、報道各社の取材に応じている。後任である川勝平太の県政運営について「表で報道されるのは実態の何十分の一ということがよくあり、軽々な判断はできない」と前置きしながらも「いろいろがんばってやっておられる」と擁護した。さらに「お茶の放射能汚染問題のように、静岡県だけではどうしようもないことが多い。国内のみならず国際的な状況が直接われわれに影響するということが、私の現役時代に比べて進んでいる。こういった時代のリーダーはなかなか大変だ」とその労をねぎらっている。また、自身の県政運営を振り返り「任期中、県民が自由でさまざまな活動に取り組む基盤を作ることに取り組んできた。90%はできたと思う」と述懐している。そのうえで「静岡がすばらしい県だからこそ、全国の中でも主導的な立場で発言、活動することができた。静岡県に感謝したい」と語っている。

## エピソード
氏名
名前の「嘉延」は「よしのぶ」と読むのが正式だが、音読みで「かえん」と呼ばれることがある。石川が出向した三重県庁に当時勤務していた藤岡和美（のちに久居市市長などを歴任）によれば、周囲の者は親しみを込めて石川を「かえんさん」と呼んでいたとされる。
ファッション
黄色のネクタイを愛用しており、石川のトレードマークとなっている。黄色のネクタイは多数所有しており、石川の好みを知った人から黄色のネクタイをプレゼントされることもある。公務、政務等、ネクタイを着用する機会がある場合、常に黄色のネクタイを着用している。選挙でも石川の支持者は黄色いハンカチを石川に向けて応援する風景が見られる。一時クールビズが推進された時期には着用していない事もあった。
好物
緑茶を愛飲する。石川によると「普通に飲む以外、毎朝の2杯とお茶のサプリメント（栄養補助食品）を欠かさない」 としている。
スポーツ
学生時代から剣道を続けており、全日本剣道連盟顧問を務める。東京大学剣道部在籍時は國松孝次とともに汗を流した。
健康
2007年9月1日、左下顎に歯肉癌が生じたため、静岡県立静岡がんセンターへ入院し手術を受けると公表した。2007年8月中旬には診断が確定していたが、9月1日の総合防災訓練に知事として出席し防災の責務を果たすため、9月1日まで発表を控えたという。入院中は静岡県副知事川口正俊を知事職務代理に指名し、9月19日の退院をもってその任を解いた。公務復帰には1ヶ月程度かかるとしているが、静岡県議会の9月定例会本会議には出席した。
血縁
政治家である片山虎之助は、東京大学、および、自治省での先輩にあたる。石川が三重県庁に出向した当時、片山も課長職として三重県庁に出向していた。また、石川は三重県庁出向中に、片山の義妹（片山の妻の妹）と結婚した。
演説
演説や挨拶などでは原稿の棒読みはせず、自らの言葉で語ることが多い。県の職員が祝辞の原稿を用意してもそれに頼ることは滅多になく、自分の言葉で語ることが多いと言われる。

## 略歴
- 1940年 - 台湾にて誕生。
- 1945年 - 静岡県小笠郡佐束村に引き揚げ。
- 1959年3月 - 静岡県立掛川西高等学校卒業。
- 1964年3月 - 東京大学法学部卒業。
- 1964年4月 - 自治省入省。
- 1984年4月 - 静岡県総務部長。
- 1986年4月 - 自治省行政局公務員第二課長。
- 1988年7月 - 自治省行政局公務員第一課長。
- 1989年6月 - 自治省大臣官房総務課長。
- 1991年
  - 2月 - 国土庁長官官房審議官。
  - 10月 - 自治省大臣官房審議官。
- 1992年7月 - 自治省行政局公務員部長。
- 1993年
  - 6月 - 自治省退官。
  - 8月 - 静岡県知事。
- 2009年6月 - 静岡県知事退任。退任時、現役の知事としては在職期間が最長であった。（2009年6月中旬現在）
- 2010年4月 - 日本大学国際関係学部客員教授。

## 栄典
- 2011年6月 - 旭日大綬章。

## 著作
- 石川嘉延著『論より実践――「ふじのくに」から世界へ発信』ぎょうせい、1996年。ISBN 4324050082